# Wiltener Sängerknaben
 (décembre 2019).
Si vous disposez d'ouvrages ou d'articles de référence ou si vous connaissez des sites web de qualité traitant du thème abordé ici, merci de compléter l'article en donnant les références utiles à sa vérifiabilité et en les liant à la section « Notes et références ».

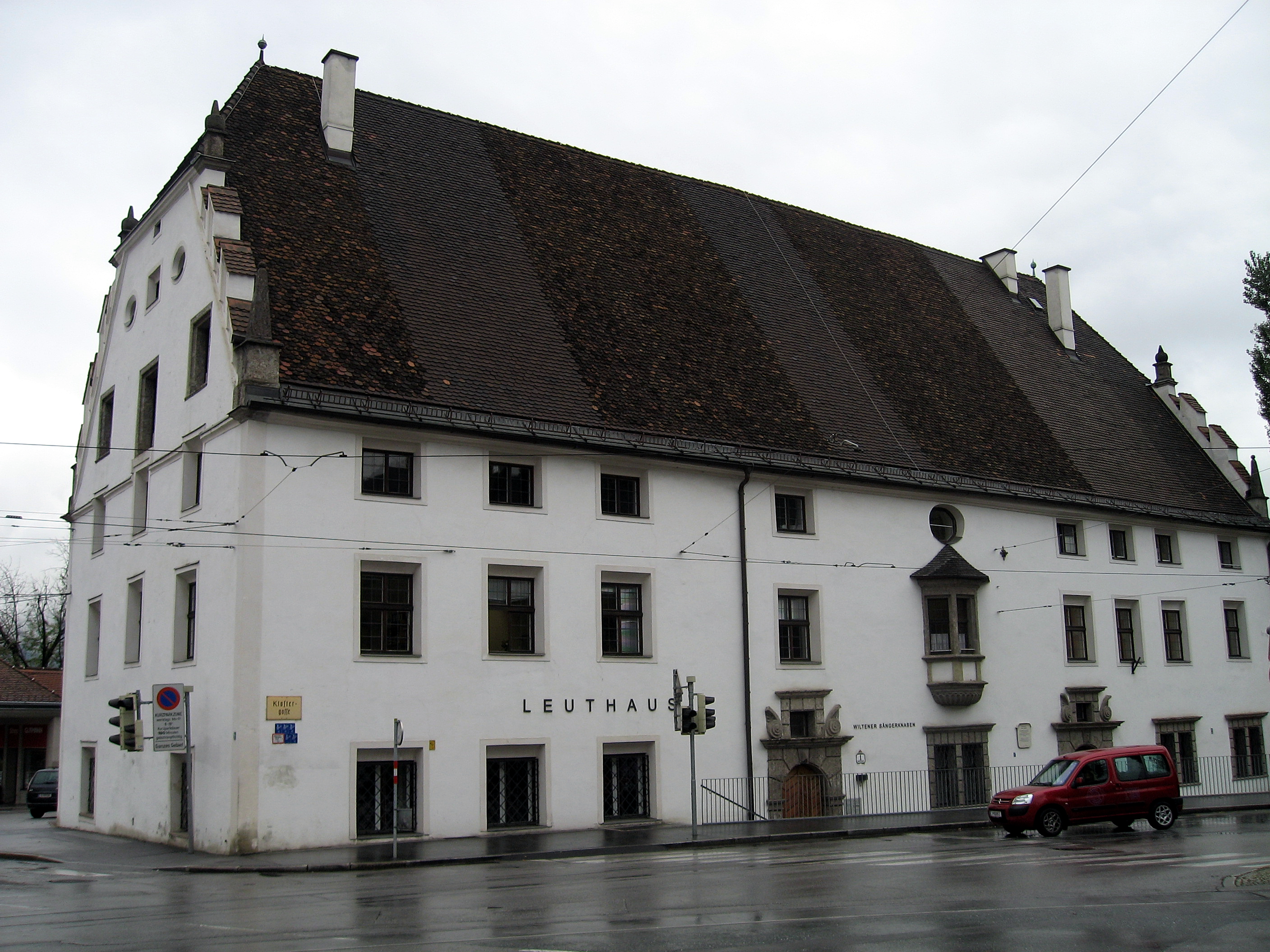
Leuthaus près de l'abbaye de Wilten, siège du chœur.

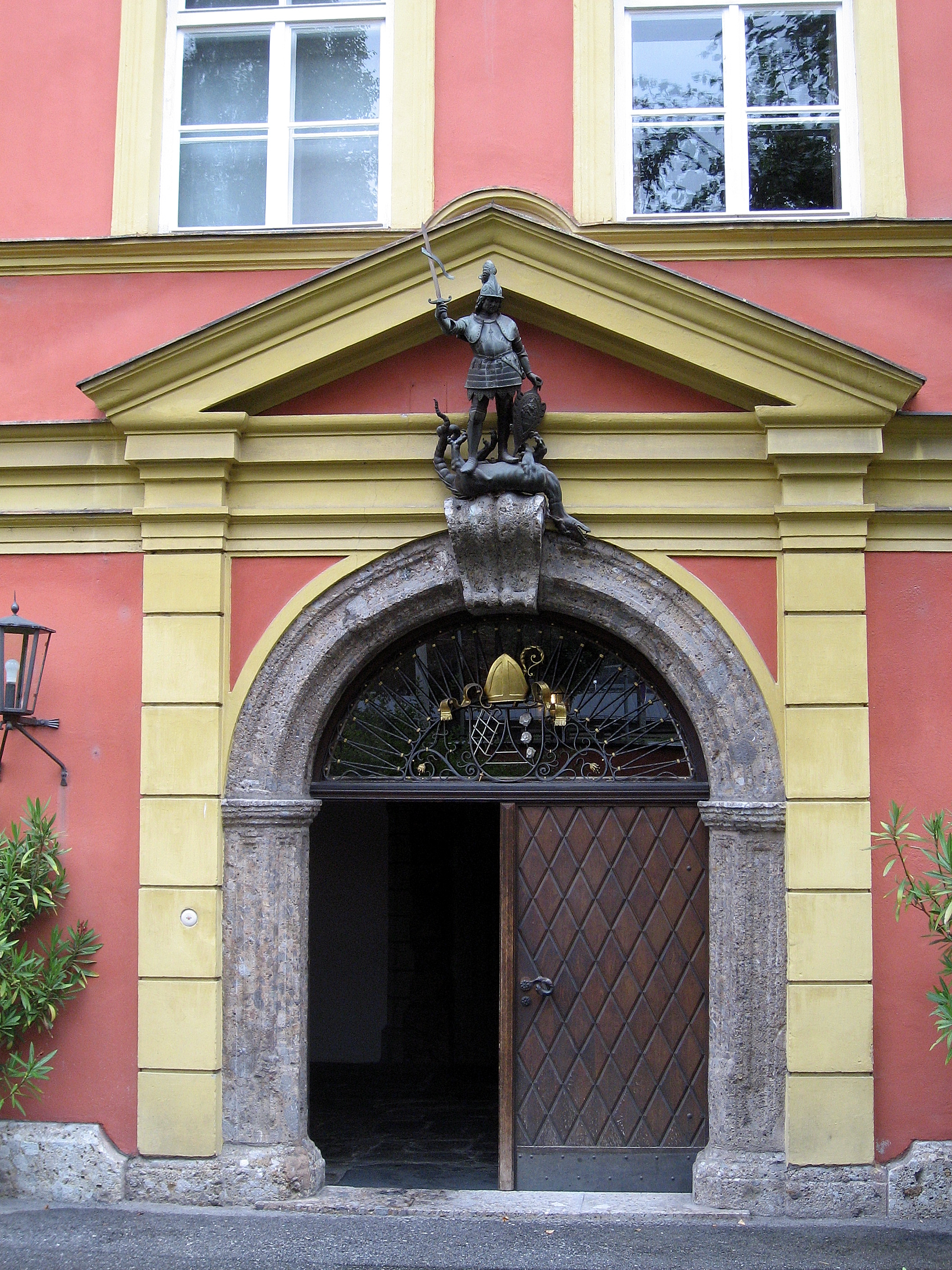
Portail du Stift Wilten.

Les Wiltener Sängerknaben (en français : Petits chanteurs de Wilten), est un des plus anciens chœurs d'enfants puisqu'il a été fondé au milieu du XIIIe siècle à l'abbaye de Wilten située au pied du Bergisel à Innsbruck (Autriche).

## Histoire
Le chœur partage une histoire commune avec les Petits Chanteurs de Vienne. Selon des sources contemporaines, l'Empereur Maximilien Ier a établi en 1498 un orchestre de cour au palais de la Hofburg à Vienne, qui comprenait un chœur constitué en grande partie d'enfants venus de Wilten dans le Tyrol. 
Au cours des siècles, l'ensemble a subi les vicissitudes de l'histoire et a connu plusieurs interruptions comme pendant le seconde guerre mondiale.
En 1946, les Wiltener Sängerknaben ont été reconstitués par Norbert Gerhold.

## Éducation
Aujourd'hui, le chœur compte environ 160 membres, répartis en cinq groupes - certains travaillant en coopération avec le Conservatoire d'État du Tyrol - pour former des chœurs d'enfants, des chœurs de concert jusqu'à des ensembles de voix d'hommes. Depuis 1991, Johannes Stecher est le chef du département garçon de Wilten au Conservatoire d'État du Tyrol. Il est assisté par les enseignants Britta Stroeher, Martin Senfter, John Puchleitner et les nouveaux venus Vincent Arnold et Jan Golubkow.
Les membres de la chorale fréquentent des écoles différentes dans et autour de Innsbruck et viennent en fonction de l'âge de une à trois fois par semaine pour les répétitions ou pour des cours de chant à Wilten. Les plus jeunes membres de la chorale ont environ cinq ans. Au changement de voix, les enfants peuvent rejoindre les groupes de voix d'homme.
Martin Pleyer et Vinzenz Arnold ont la charge de l'organisation matérielle.

## Répertoire
Le répertoire du chœur est très étendu, allant de la musique sacrée aux chants populaires traditionnels alpins et à l'opéra.
L'ensemble a effectué de nombreuses tournées de concert et s'est produit en Suisse, Allemagne, Italie, France, Grande-Bretagne, Danemark, Roumanie, Israël et Japon.